# Caryophyllia quangdongensis
Caryophyllia quangdongensis är en korallart som beskrevs av Zou 1984. Caryophyllia quangdongensis ingår i släktet Caryophyllia och familjen Caryophylliidae. Inga underarter finns listade i Catalogue of Life.